# Fed-batch

Símbolo del reactor fed-batch

Un fed-batch o   fermentador  alimentado discontinuo es un método biotecnológico de producción basado en la administración del sustrato limitante del crecimiento del cultivo. Suele emplearse para conseguir elevadas concentraciones celulares en el biorreactor. Frecuentemente la solución de alimentación está altamente concentrada para  así, evitar en la medida posible la dilución del cultivo. Se emplea para evitar el efecto Crabtree, la formación de metabolitos secundarios (acetato en E. coli, etanol en  S. cerevisiae, etc.) a elevadas concentraciones de sustrato.